# 四角号碼
四角号碼（しかくごうま）は漢字の検索方式の一つ。漢字の四隅を形状により0から9まで番号を付与し、更に同一番号となる漢字を区別するために「附角」番号を付与し、最大5桁の数値で漢字を配列する。
四角号碼は王雲五により考案され、高夢旦が「附角」を追加して完成した。1925年（民国14年）5月に『号碼検字法』（商務印書館）を、翌年9月には『四角号碼検字法』を、1933年（民国22年）12月に『四角号碼検字法・附検字表』が出版されている。
現在四角号碼を検字法として採用している字典は『大漢和辞典』など一部に限定されているが、中華書局が出版する『二十四史』人名索引や、特殊な方言字典では四角号碼のみを検字法に採用している場合もあり、東洋学の研究者の間では現在も使用される検字方法である。

## 沿革
それまで漢字の検索には部首法や発音記号である注音符号が使用されていたが、部首では漢字の検索が困難であり、また注音符号では同音異字が数多く存在することから検索が困難であると考えた王雲五により1924年（民国13年）より簡便な漢字検索法についての研究が行われた。
王雲五は中国文の電報を送信する際に使用する電碼を参考に、漢字を数値化する方式を模索した。当初は漢字筆画を5種類に分類し、筆画により1つの数字を付与する「号碼検字法」を考案したが、これは計算方法が煩雑でありまた計算ミスがあったことから、漢字の四隅の画数に横画数を加え5桁目とする方式に改良、初めての「四角号碼検字法」が完成した。その後数度の改良が重ねられ、「第二次改訂四角号碼検字法」を発表、0から9までの10種類を四隅の形状により割り当て、附碼を横画数とする方式とされた。その後も修正が加えられているが、四角号碼の基本概念は変更されていない。

## コード規則

「法」の四角号碼：3413_{1}.

『大漢和辞典』で採用されているコード規則に依拠して記載する。
| 番号 | 名称 | 形状 |
| ---- | ---- | --- |
| 0    | 頭   | 亠（独立した点と横線の組み合わせ点。隹の右上も含む。广や疒のようにナベブタの左側で他の筆画と続くものも含むが、宀や之のようにナベブタの右側で他の筆画と続いているものは3） |
| 1    | 橫   | 一乚（横画、右ハネ） |
| 2    | 垂   | 丨丿亅（縦画、ハライ、左ハネ、辶の末筆） |
| 3    | 点   | 丶（点） |
| 4    | 叉   | 十乂（二画が交叉する形状） |
| 5    | 挿   | 扌（一画が複数画以上を貫く形状） |
| 6    | 方   | 口（四角形。尸皿門などのように四隅の何れかの端が伸びているものは7） |
| 7    | 角   | ﹁「」﹂（縦横が接する形状。カギの両端は別要素とする） |
| 8    | 八   | 八丷人𠂉（二画が八の形状のもの。ただし他と交叉しない場合） |
| 9    | 小   | 小忄⺌（小およびその変形。学の上部・水・恭の下部・緑の右下・業の上部などは除く）                                                                                          |

単画により構成される番号 (1,2,3) と複数画により構成される番号（それ以外）の双方が考えられる場合は複数画を優先する。

### 番号の付与
- 左上、右上、左下、右下の字形を表す番号を並べ4桁のコードを付与する。更に同一コードの漢字を区分するために附角の番号を付与し5桁のコードとする。

- 文字の上部または下部に字形要素が1つしか存在しない場合、コードは左上または左下に付与し右上または右下は0とする。

宗 ⇒ 左上でウ冠の点で3を使用しているため、右上は0とする。下部も同様 ⇒ 3090
直 ⇒ 左上で十形で4を使用しているため、右上は0とする。 ⇒4010
- 同様に既にコードを付与した字形要素が他の四隅に影響している場合（口など）、重複した個所は0とする（口は6000となる）。

十 ⇒ 4000
車 ⇒ 5000
口 ⇒ 6000
- 行、囗、門、鬥の部首については例外的に左下および右下については部首内部の字形要素の左下および右下よりコードを選択する。

街 ⇒ 2110
困 ⇒ 6090
間 ⇒ 7760
菌 ⇒ 4460（上部に草冠があるため通常規則）

### 注意事項
- 字体は楷書により処理する。明朝体と異なる場合がある。
- 独立した筆画、平行の筆画は、高低にかかわりなく、最も左、最も右のものを選択する。

非 ⇒ （正）1111、（誤）2200
帝 ⇒ （正）0022、（誤）0027
- 上記の条件であっても、その上または下にほかの筆画がある場合はその限りではない。

幸 ⇒ （正）4040、（誤）1040
- ハライの下部に別の字形要素が存在する場合、ハライの下部のコードを付与する。

石 ⇒ （正）1060、（誤）1026
衣 ⇒ （正）0073、（誤）0023
- 左隅以外のハライはその下部の字形要素によりコードを付与する。

鳥 ⇒ 2732
鳴 ⇒ 6702

### 附角
漢字の四隅による4桁のコードでは同一番号となる場合があり、それらを区分するために末尾に「附角」と称すコードを1ケタ付与する。附角は右下字形要素のすぐ上部に位置する要素とし、もし他の四隅の字形要素で使用されている、または同一である場合や、附角に相当する要素が取れない場合は0とする。また附角の要素は先端が他の筆画に接していないことを条件とする。
附角は12345のように小さく記載する。
例：芒⇒44710、元⇒10211、難⇒40514、速⇒35309、見⇒60210、札⇒42910

## 新華字典の四角号碼規則
中華人民共和国では四角号碼をさらに改良し簡体字に対応させた規則を策定している。新華字典で変更された四角号碼は下記の通り。
1. 従来8としなかった「大」の下部を8で処理。「大」は40030から40800へ変更。
2. 従来9としなかった「学」上部、「水」下部などを9で処理。「学」は32407から90407へ、「水」は12230から12900へ変更。
3. 「又」「牙」の左上を角として7で処理。「又」は17400から77400へ、「牙」は10240から70240へ変更。
4. 夂の下部を24でなく40処理に変更。「夏」は10247から10407へ変更。
5. 母・毋の下部を50でなく75処理に変更。「母」・「毋」は77500から77750へ、「敏」は88540から88740へ変更。
6. 匕の右上を1(横)でなく2(縦)処理に変更。「比」は21710から22710へ、「北」は11110から12110へ変更。
7. 行構えの文字は全て21221で統一。
8. 「友」・「左」などの左下を0(左上4の重複)でなく、その下の「又」・「工」などで処理。「友」は40047から40407へ、「左」は40011から40102へ変更。「差」の80211から80102への変更も同様の例。
9. 従来「耳」自体の下部を40、「耳」偏の下部を1としていたところを、「耳」偏の下部も4で処理。「聴」は14136→14436へ変更。
10. 「弓」「戸」のように字の下部の文字要素が極端に片方によっている場合、空白部を0で処理。「弓」は17207から17027へ、「戸」は30277から30207へ変更。
11. 附角の「端が他の筆画に接していないことを条件」を廃止。「唯」は60014から60015へ変更。

## 四角号碼の覚え歌
四角号碼が考案されたとき、胡適が次のような覚え歌を作った。
- 一橫二垂三點捺、點下帶橫變零頭、叉四插五方塊六、七角八八小是九

この歌は後に出た『四角號碼新詞典』で次のように改められ、『新華字典』には現在でもこの版の覚え歌が掲載されている。
- 横一垂二三点捺、叉四插五方框六、七角八八九是小、点下有横变零头

## 西夏文字で使用する四角号碼
漢字に似た構造を持つ歴史的文字である西夏文字でも、字典で四角号碼を用いている場合がある。西夏文字で四角号碼を用いたのは、1997年の『夏漢字典』で李範文が用いたのが最初である。西夏文字で使用する四角号碼のルールは漢字のそれを元にしており、多くの点は似ているが、漢字と異なる点は次の通り。
- 0は「ナベブタ」ではなく、既にコードを付与した字形要素が他の四隅に影響している場合の重複した個所や、後述の補助的コードに当たる筆画が取れない場合にのみ使用する。西夏文字では「ナベブタ」の字形は上側の点だけを取って3とする。𘋌→3341、𗬼→8022。
- 5は漢字では縦画が2横画以上を貫くものに対応するが、西夏文字では縦画が2横画を貫くもの、縦画が3横画を貫くもの、横画が3縦画を貫くものに用いる。𗍣→5804、𗒎→8075、𗿒→2549。
- 6は漢字では四角形の字形に対応するが、四角形の字形が西夏文字では一切出現しないため、縦画が4横画を貫くもの、横画が4縦画を貫くものに用いる。𗷏→6044、𗟾→1796・1726（字書により異なる）。
- 漢字で右下のすぐ上部を取る附角に相当する補助的コードは、西夏文字では2桁末尾に付け、その1桁目（コード全体から見れば5桁目）は左下のすぐ右、その2桁目（コード全体から見れば6桁目）は右下のすぐ左を取るものとする。𗕚→174155、𗏇→222122、𘜑→172220、𗬒→234400。
- 西夏文字での四角号碼の覚え歌は、「一横二垂三点捺、四叉五串六再串、七角八八九是小、前笔已取后为零」（『西夏文詞典』）や「一横二垂三点捺、四叉五卅六是卌、七角八八九是小」といったものがある。